# Danh sách tỷ phú Kuwait theo giá trị tài sản
Dưới đây là danh sách các tỷ phú Kuwait, dựa trên sự định giá thường niên về của cải và tài sản được tổng hợp, biên soạn và xuất bản trên tạp chí Forbes của Mỹ. Đất nước Cô-oét (hay Kuwait) ước tính có khoảng 20-30 tỷ phú với đa phần là sở hữu cơ đồ tiền bạc do thừa kế mà có được. Theo tạp chí Forbes thì người giàu nhất Kuwait là ông Kutayba Yousef Al Ghanim (sinh năm 1945) với giá trị tài sản ước tính là 1,3 tỷ đô la Mỹ. Tuy nhiên, do môi trường khép kín của Cô-oét nên việc tiết lộ giá trị tài sản ra công chúng không phải là thói quen phổ biến của các gia đình người Kuwait.

## Danh sách các tỷ phú giàu nhất Kuwait năm 2021
| Thứ hạng | Thứ hạng trên thế giới (theo Forbes) | Họ và tên   | Quốc tịch | Giá trị tài sản (tỷ dinar Kuwait) | Nguồn gốc tài sản |
| -------- | ------------------------------------ | ----------- | --------- | --------------------------------- | ----------------- |
| 1        | #1613                                | Fahad izhar | Ấn Độ     | 1,39                              | Đa dạng           |

Do hệ quả của đại dịch COVID-19, một lượng lớn các tỷ phú người Kuwait đã bị đánh bật khỏi danh sách tỷ phú Kuwait của Forbes.

## Danh sách 5 tỷ phú giàu nhất Kuwait năm 2015
| Thứ hạng | Thứ hạng trên thế giới (theo Forbes) | Họ và tên           | Năm sinh | Quốc tịch | Giá trị tài sản (tỷ đô la Mỹ) | Nguồn gốc tài sản |
| -------- | ------------------------------------ | ------------------- | -------- | --------- | ----------------------------- | ----------------- |
| 1        | #1500                                | Madiha Mirza        |          | Ấn Độ     | 1,89                          | Madiha Industrial |
| 2        | #1500                                | Jassim Al-Kharafi   | 1940     | Kuwait    | 1,25                          | Đa dạng           |
| 3        | #1500                                | Mohannad Al-Kharafi |          | Kuwait    | 1,25                          | Đa dạng           |
| 4        | #1712                                | Bassam Alghanim     | 1951     | Kuwait    | 1,05                          | Đa dạng           |
| 5        | #1712                                | Kutayba Alghanim    | 1945     | Kuwait    | 1,05                          | Đa dạng           |